# Colegiata de San Salvador (San Salvador de Cantamuda)

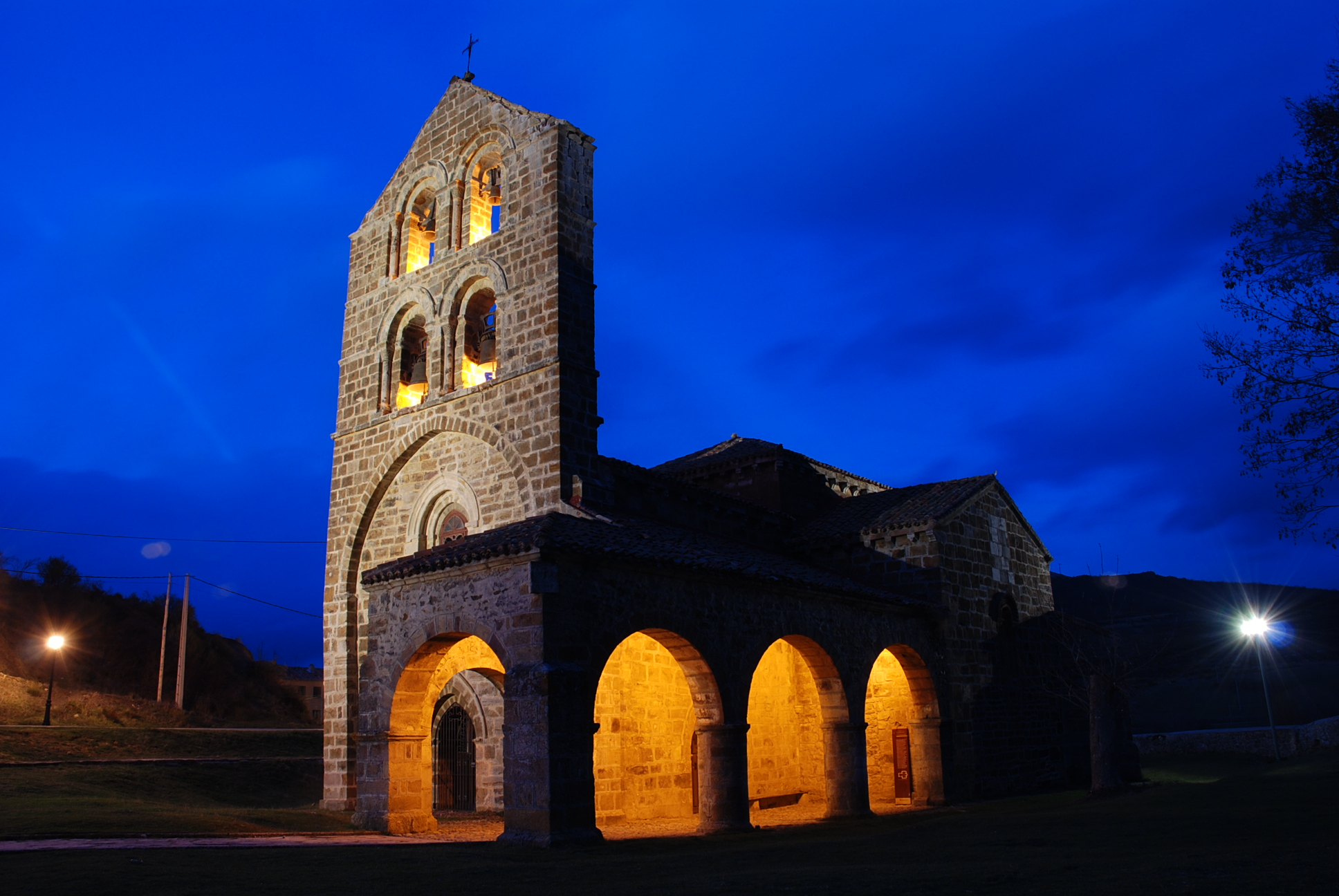
Vista nocturna de la colegiata de San Salvador.

La antigua colegiata de San Salvador (actual iglesia parroquial) se encuentra localizada en la localidad de San Salvador de Cantamuda, del municipio español de La Pernía en la provincia de Palencia y en la comarca de Montaña Palentina, en la comunidad autónoma de Castilla y León.

## Catalogación
Declarado Bien de Interés Cultural por la Junta de Castilla y León el 4 de febrero de 1993.

## Historia

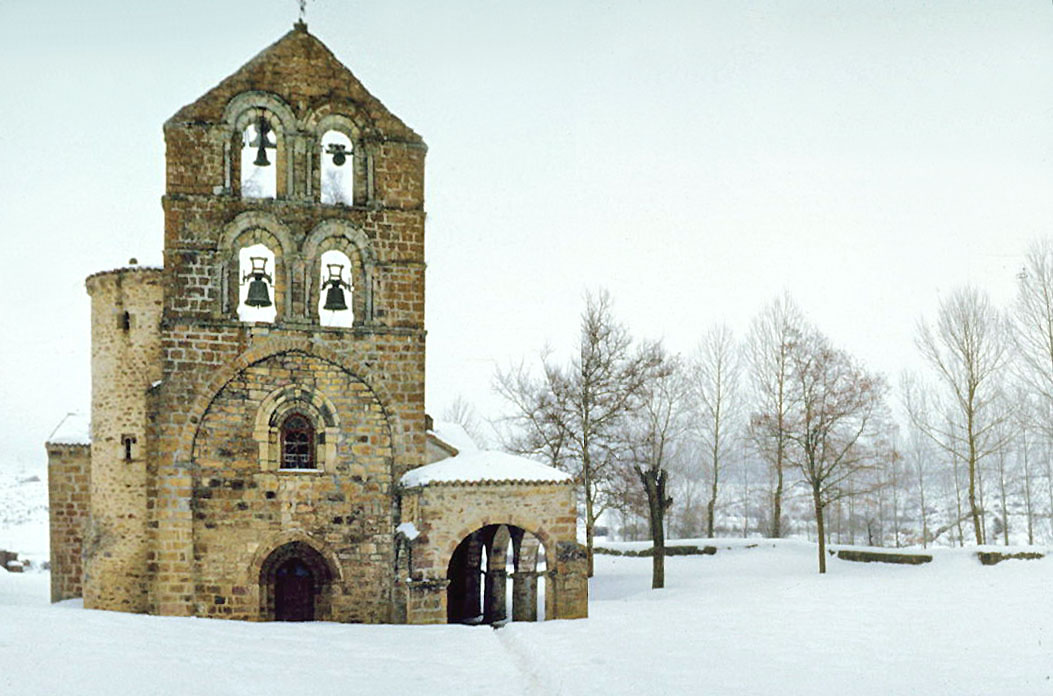
Iglesia nevada en 1979

Esta colegiata fue fundada por la condesa de Castilla María Elvira, mujer del conde Rodrigo Guntis y sobrina de Fernando I, que en ella fue enterrada. Por ello fue patronato real hasta 1123 en que Alfonso VII la entregó a los obispos palentinos. 

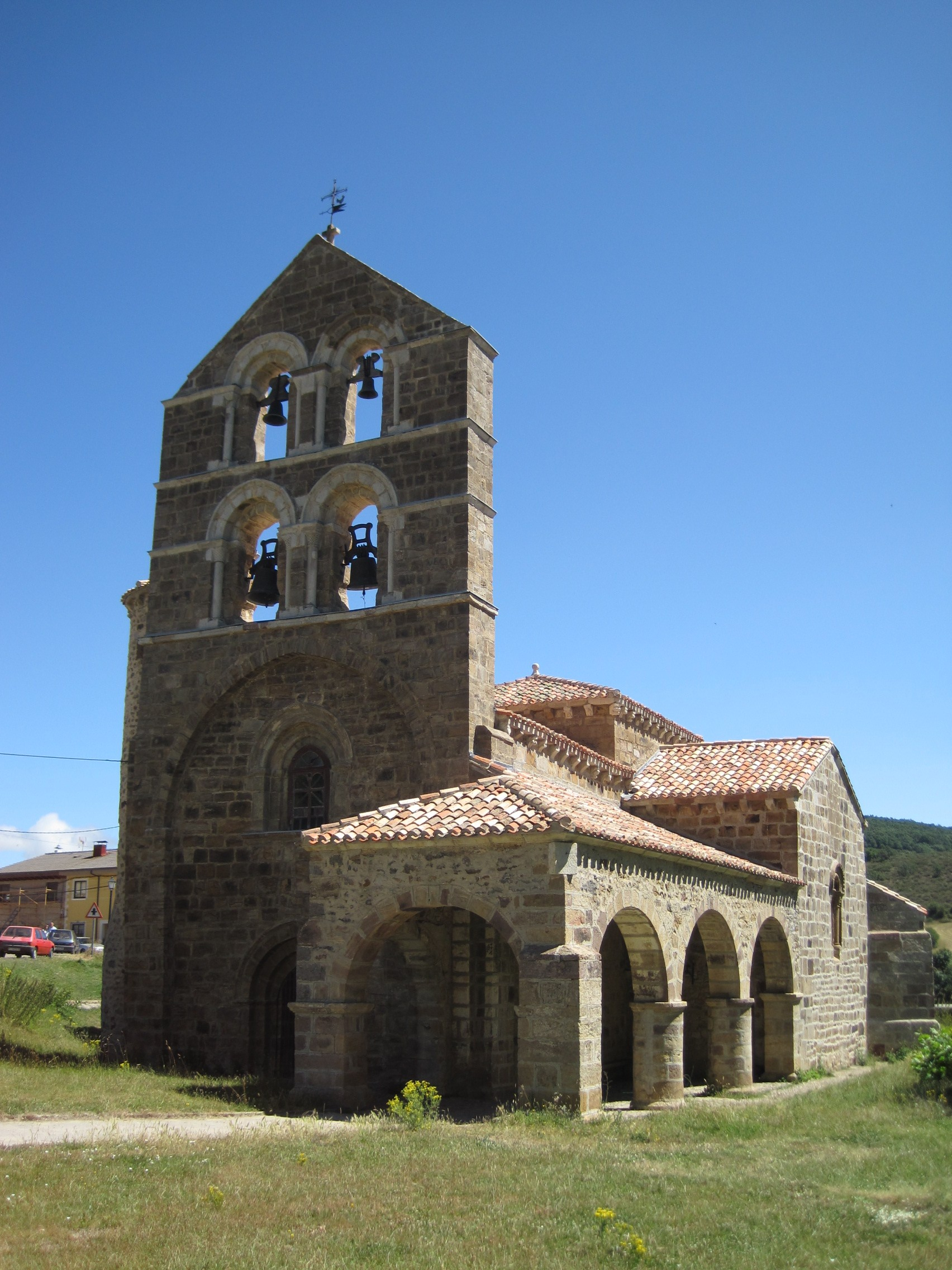
Vista general de la iglesia.

La edificación actual debe datar del año 1185, cuando Alfonso VIII crea el condado de Pernía a favor del obispo Don Raimundo.
Su hechura la sitúa a finales del siglo XII o principios del siglo XIII.

## Localización
La iglesia se halla completa y exenta en unos prados verdes al sur del caserío, donde aún pasta el ganado, en un nivel algo inferior al de la carretera, lo que favorece su contemplación.

## Exterior

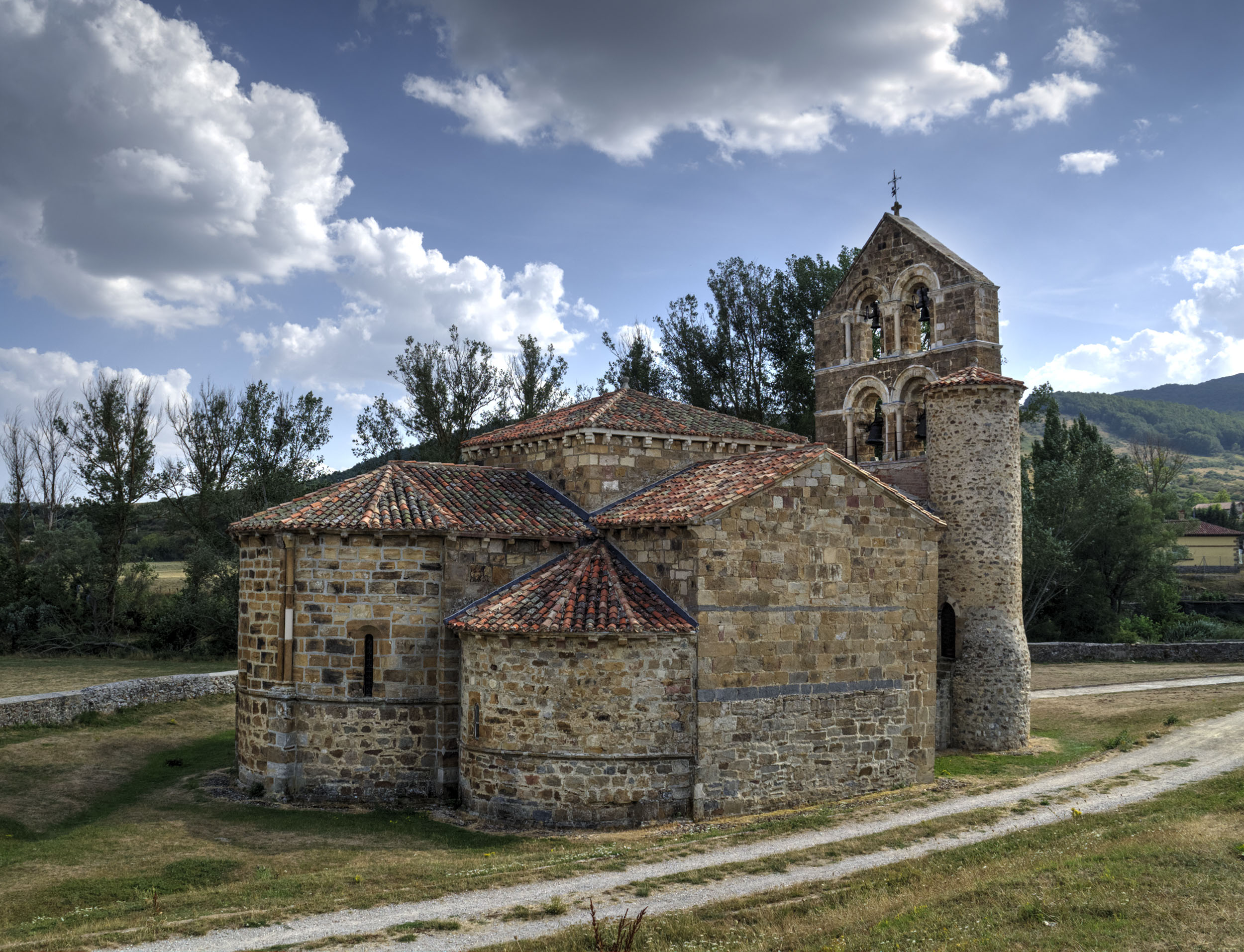
Vista lateral de la iglesia.

El exterior es un conjunto muy armonioso, de volúmenes bien definidos: lo más fotogénico del aspecto exterior es su fachada occidental, con una bella espadaña del románico español, siendo su elemento más emblemático. Continúa en altura el hastial de poniente mediante dos tramos que poseen doble hueco de campanas. Remata en forma triangular en altura.

### Portadas
- Fachada (portada) occidental: apuntada y consta de tres arquivoltas de sencilla hechura, abre en el hastial de poniente, bajo elaborado ventanal. Portada y ventanal se enmarcan en gran moldura de medio punto que llega hasta el arranque de la espadaña.
- Fachada (portada) sur: se abre bajo porche moderno. La central se decora con baquetón y bezantes. Por fuera del conjunto hay un guardapolvo, deteriorado.
- Cada uno de los vanos de campana se halla rehundido y la arquivolta exterior que lo decora, luce guardapolvo, capitel decorado, columnilla monolítica apeada en pequeña basa con bolas jaquesas. La imposta del capitel continua hacia los lados por medio de pequeña moldura decorativa.
- El ventanal que abre en el lado sur del transepto. Luce una arquivolta a base de baquetón que apea mediante ábacos en capiteles decorados con lacería y cara humana respectivamente. Por debajo, columnillas que descansan en sus basas. Por fuera de la arquivolta, guardapolvo decorado con diamantes.

## Interior

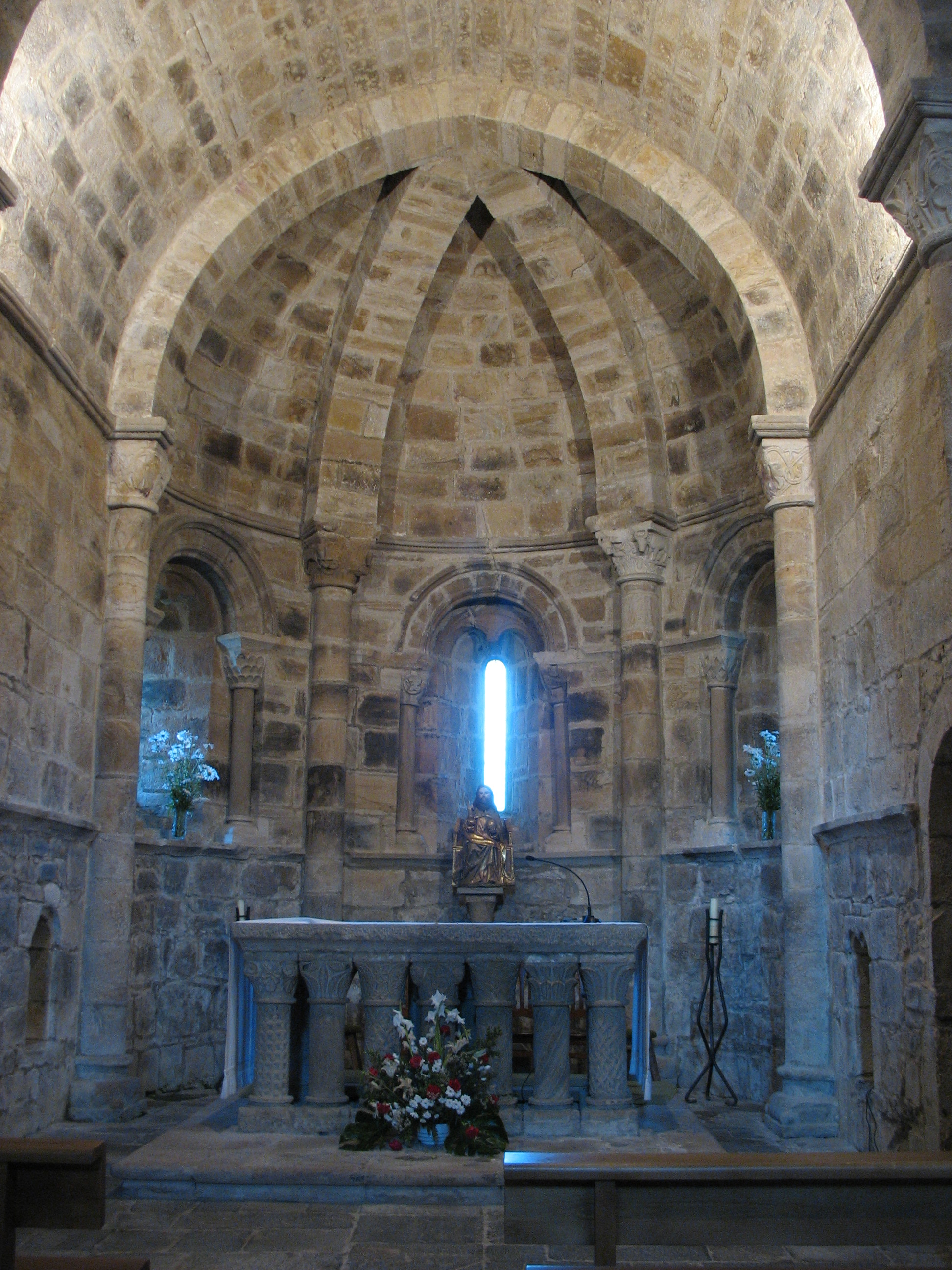
Vista interior en la que se aprecian el ábside central y el altar.

### Planta
Planta de cruz latina con cabecera triabsidal escalonada, una sola nave corta y crucero muy saliente, formada por la intersección de la nave central y el transepto. A levante, tanto la nave central como ambas alas del transepto rematan en ábsides de tambor, notablemente mayor el central.

### Ábsides
- El ábside central se articula horizontalmente mediante una sencilla imposta que recorre bajo los umbrales de los ventanales y verticalmente mediante dos pilastras prismáticas que suben hasta dicha imposta y sobre las que descansan parejas de finas columnas geminadas cuyos capiteles, de simples volutas, llegan hasta la cornisa. 
  - El cilindro absidal central se estructura en tres lienzos (que ostentan ventanal simple derramado) por medio de dos plintos prismáticos que continúan -a partir de una sencilla moldura situada bajo el nivel de los ventanales- por medio de doble columna con sus capiteles hasta la cornisa, a la que junto a una sucesión de canecillos sin decoración ayudan a sustentar. El capitel doble que culmina la pareja de columnas del lado sur, luce sencilla decoración.
- El ábside norte posee un solo ventanal, y el ábside sur, dos ventanales.
- Las cornisas absidiales es sustentada por canecillos de variada decoración, que son de perfil de nacela, mientras que los del crucero y linterna están esculpidos con temas tales como hojas rematadas con bolas o piñas, palmetas estriadas, barriletes atravesados, rechonchos personajes y alguna esquemática cabeza animal.

### Elementos

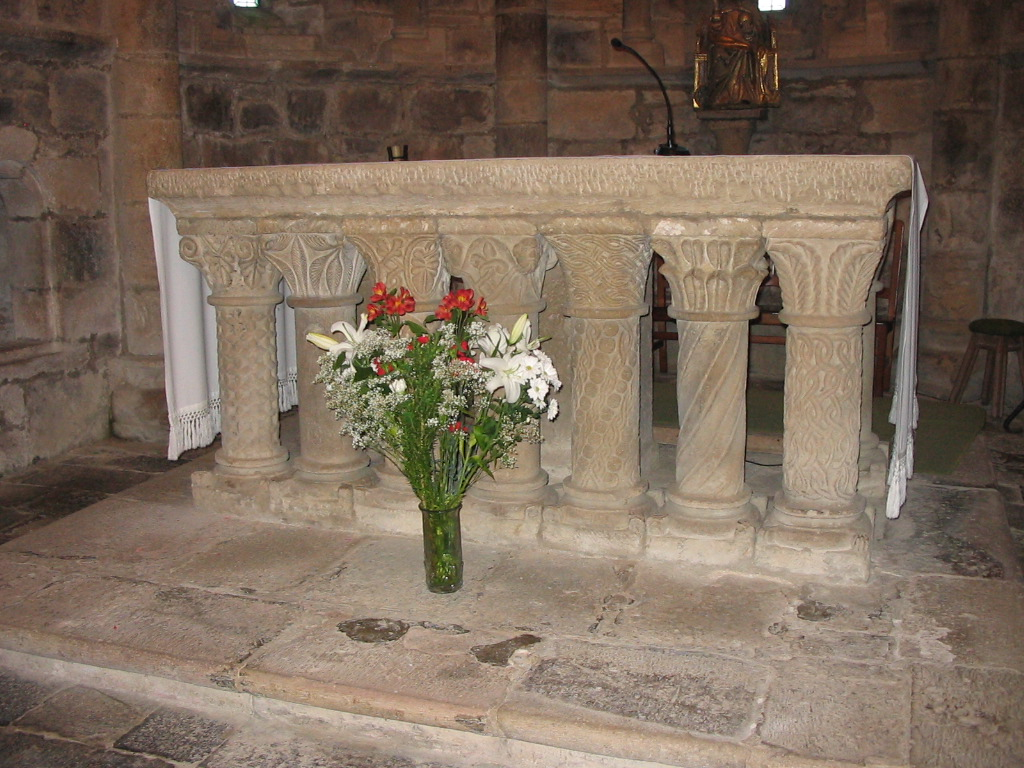
Altar

- Destaca en su interior, su mesa de altar con columnas románicas, un delicioso conjunto de columnillas con fustes labrados.
- La columnilla del lado sur en el cuerpo inferior luce una graciosa cara esculpida en su zona superior, poco debajo del capitel de lacería que sustenta.